# الدائرة الانتخابية في نيوتاون إرسكين
الدائرة الانتخابية في نيوتاون إرسكين (بالإنجليزية: Electoral district of Newtown-Erskine) كانت دائرة انتخابية للجمعية التشريعية في ولاية نيو ساوث ويلز الأسترالية، والتي أُنشِئَت في عام 1894 مع تقسيم متعدد الأعضاء في نيوتاون، وسُميَت على اسمها في ضاحية إرسكنفيل في سدني، والتي سُميت في الأساس على اسم وزير وسليان جورج إرسكين. نيوتاون إرسكين مع نيوتاون سانت بيترز، اُستبدِلَا جُزئيًّا بـنيوتاون المعاد تجديدها في عام 1904.

## أعضاء نيوتاون إرسكين
| العضو        | الحزب             | المدة     |
| ------------ | ----------------- | --------- |
| إدْمَنْد مَلْسُورث | حزب التجارة الحرة | 1894–1901 |
| روبرت هولز   | حزب العمال        | 1901–1904 |

## طالِع أيضًا
- الدائرة الانتخابية في نيوتاون سانت بيترز